# ASC Air Mauritanie
ASC Air Mauritanie war ein mauretanischer Fußballverein aus Nouakchott, der im Besitz der mittlerweile aufgelösten Fluggesellschaft Air Mauritanie war. Größter Erfolg des Vereins war der viermalige Pokalsieg in den Jahren 1988, 1990, 1995 und 2000. Der Verein nahm auch am CAF Confederation Cup und an dem African Cup Winners’ Cup teil, schied jedoch immer früh aus.

## Erfolge
- Pokal: 4

1988, 1990, 1995, 2000

## Statistik in den CAF-Wettbewerben
| Wettbewerb           | Runde         | Gegner               | Hinspiel | Rückspiel          |  |
| -------------------- | ------------- | -------------------- | -------- | ------------------ |  |
|                      |               |                      |          |                    |  |
| CAF Cup 1992         | 1. Runde      | ASM Oran             | 0:4 (A)  | 2:1 (H)            |  |
| CAF Cup 1993         | Qualifikation | CD Travadores        | 0:0 (A)  | 0:0 (H) / Pen: 6:5 |  |
|                      | 1. Runde      | ASFAG Conakry        | 0:1 (H)  | 3:1 (A)            |  |
|                      | 2. Runde      | Zumunta AC           | 0:2 (A)  | 1:2 (H)            |  |
| CAF Cup Winners 1996 | Qualifikation | Mogas ’90 Porto-Novo | not      | played             |  |

- 1996: Der Verein wurde nach der Auslosung des Wettbewerbes disqualifiziert.